# Germanocolusita
La germanocolusita és un mineral de la classe dels sulfurs, que pertany al grup de la germanita.

## Característiques
La germanocolusita és una sulfosal de fórmula química Cu26V₂(Ge,As)₆S32. Cristal·litza en el sistema isomètric. La seva duresa a l'escala de Mohs es troba entre 4,5 i 5.
Segons la classificació de Nickel-Strunz, la germanocolusita pertany a «02.CB - Sulfurs metàl·lics, M:S = 1:1 (i similars), amb Zn, Fe, Cu, Ag, etc.» juntament amb els següents minerals: coloradoïta, hawleyita, metacinabri, polhemusita, sakuraiïta, esfalerita, stil·leïta, tiemannita, rudashevskyita, calcopirita, eskebornita, gal·lita, haycockita, lenaïta, mooihoekita, putoranita, roquesita, talnakhita, laforêtita, černýita, ferrokesterita, hocartita, idaïta, kesterita, kuramita, mohita, pirquitasita, estannita, estannoidita, velikita, chatkalita, mawsonita, colusita, germanita, nekrasovita, estibiocolusita, ovamboïta, maikainita, hemusita, kiddcreekita, polkovicita, renierita, vinciennita, morozeviczita, catamarcaïta, lautita, cadmoselita, greenockita, wurtzita, rambergita, buseckita, cubanita, isocubanita, picotpaulita, raguinita, argentopirita, sternbergita, sulvanita, vulcanita, empressita i muthmannita.

## Formació i jaciments
Va ser descrita gràcies a les mostres obtingudes a dos indrets: el dipòsit d'or de Maikain, suituat a la localitat de Bayanaul, a la regió de Pavlodar (Kazakhstan), i al dipòsit de coure d'Urup, a Karachay-Cherkessia (Rússia). També ha estat descrita en altres tres països, tots ells a l'Àfrica: la República Democràtica del Congo, a Tanzània i a Namíbia.